# Hidreto de cromo

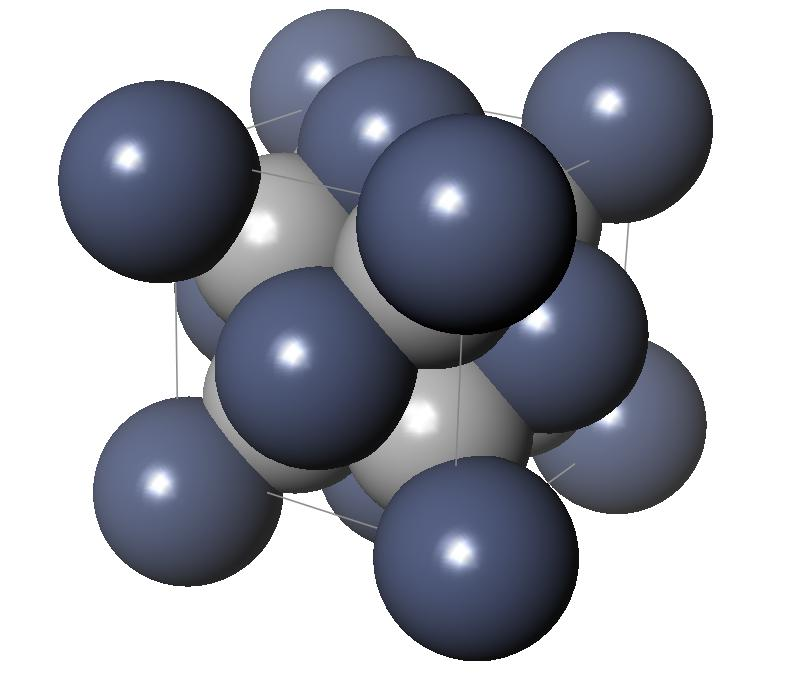
Hidreto de cromo

Hidreto de cromo, também conhecido como liga de cromo-hidrogênio, que pode sofrer adição de outros elementos, como o titânio.